# Kolibri (Kabarett)
Das Kolibri war ein Kabarett, das von 1930 bis 1933 in Köln existierte.

## Geschichte

### Die Anfänge

Ansichtskarte, die den Alten Posthof (l.), den Spielort des Kabaretts Kolibri, sowie das Kölner Schauspielhaus zeigt (1908)

Am 3. März 1930 kündigte der Journalist Leo Fritz Gruber im Kölner Stadt-Anzeiger die Premiere des politisch-literarischen Kabaretts Kolibri für den 8. März in der Gaststätte Alter Posthof an. Der Name des Kabaretts führte sich auf den Vogel Kolibri zurück. In einem Artikel der hauseigenen Zeitschrift der neue westen war ein Gedicht von Magnus Gottfried Lichtwer (1719–1783) über einen Kolibri publiziert, dessen letzten beiden Sätze das Kabarett charakterisieren sollten: „Es heißt beym Menschen wie beym Vieh: Der kleinste macht den größten Lärmen (sic)“. Vor jeder Aufführung wurde eine Kolibri-Figur auf die Bühne getragen, ein Kolibri-Logo zierte Programmhefte und Werbeanzeigen.
Gründer der Gruppe waren der Schauspieler Otto Sander und der Dramaturg Martin Dey. Sander berief sich auf das Vorbild der Elf Scharfrichter, eines politischen Kabaretts in München, und damit auf einen „hohen Anspruch“ sowie auf „musikalische Qualität“ und Aktualität, auf der Basis einer demokratischen und pazifistischen Grundhaltung. Im Unterschied zu den individuellen Scharfrichtern verstanden sich die „Kolibristen“ als Kollektiv, was sich in einer einheitlichen Kleidung in Form eines schwarzen Monteursanzugs ausdrückte, der als proletarische Arbeitskleidung verstanden werden sollte. Stammlokal der Kabarettisten war die heute noch in Köln bestehende Künstlerkneipe Kleine Glocke, die dem eher gutbürgerlichen Posthof gegenüber lag. Sander schrieb Texte, Dey hatte die künstlerische Leitung inne, stand aber ebenso wie Sander mit auf der Bühne. Neben einer festen Gruppe aus zunächst acht Mitgliedern (die Mehrzahl von ihnen aus Köln stammend und sozialdemokratisch oder kommunistisch eingestellt), darunter zwei Frauen, traten auch Gäste auf. Die Bühne war als „lebendige Zeitung“ gedacht, auf der aktuelle Themen in Form von Satire, Parodie oder Anklagen aufgegriffen wurden. Im Laufe der Jahre änderte sich die Stammbesetzung, es kam zu Spaltungen und Neugründungen.
Spielort war der Alte Posthof (vormals Em ahle Poßhoff), Kreuzgasse/Glockengasse in der Kölner Innenstadt, gegenüber dem Schauspielhaus; im Saal der Gaststätte befanden sich eine Bühne und Platz für 100 Zuschauer. Das Premierenprogramm hatte den Titel „Von Wedekind bis Tucholsky“ und bestand hauptsächlich aus Texten und Gedichten dieser Autoren. Es fand großen Anklang, und nach den ersten beiden Wochen konnte das Kabarett mit „täglich ausverkauft“ werben. Dem Premierenprogramm folgten bis zum Juli sechs weitere Programme mit Texten von Wedekind und Tucholsky sowie unter anderem von Erich Kästner, Walter Mehring und Christian Morgenstern, zudem wurde moderner Tanz gezeigt, in dem zeitkritische Themen aufgegriffen wurden. Zum Schluss jeder Aufführung trug das Ensemble das „Kolibristenlied“ vor. Besonders beliebt beim Publikum war der Schnellzeichner Fritz Levysohn, der im Handumdrehen aus einer „0“ mit wenigen Strichen Hitler zeichnen konnte und als Ansager mit „Revolverschnauze“ brillierte. Er verließ das Ensemble zwar nach der ersten Spielzeit, um eine Agentur für Werbegraphik zu eröffnen, trat aber immer wieder als Gast auf. In dieser Spielzeit zählten die „Kolibristen“ insgesamt 28.000 Zuschauer bei rund 300 Auftritten.
In der zweiten Spielzeit 1930/31 wuchs der Anteil an selbst verfassten Texten, die hauptsächlich von Dey, Sander und Levysohn stammten. Martin Dey zog jedoch sich aus dem Ensemble zurück, als der Wirt des Alten Posthofs eine Entschärfung der Texte wünschte. Die politischen Nummern des Kabaretts richteten sich vor allem gegen die drohende Gefahr durch die NSDAP und andere rechte Kräfte. Aber auch Politik und Kultur in Köln waren Thema: Da standen Sketche wie „Schützenfest in Kalk“ oder „Die faule Strychninsensation im Kölner Hafen“ auf dem Programm, deren Inhalte nicht überliefert sind. Bei der „Prüfung für Jungkarnevalisten“ wurden kölscher Klüngel und „die als Tradition bemäntelte Einfältigkeit hoch gelobter Büttenredner entlarvt“. Gegenstand von Satire und Polemik waren auch die Theaterpolitik der Stadt, die zwischen 1924 und 1930 fünf Schauspielintendanten verschlissen hatte. Die Diseuse Grete Roese-Reinhardt spottete über den Schönheitswahn von Frauen und die ihnen aufgedrängten Ideale der Kosmetikindustrie.

### Politische Attacken
Am 3. Oktober 1930 parodierten die Kabarettisten eine Szene zwischen Hitler und Hugenberg, als ein Zuschauer auf die Bühne sprang und die beiden Männer auf der Bühne attackierte. Sander warf sich dazwischen und wurde verletzt. Gleichzeitig erhoben sich rund 20 Männer im Zuschauerraum – SA-Männer, wie sich später herausstellte –, und es kam zu einer Schlägerei. Die herbeigerufene Polizei sorgte für Ordnung, einer der SA-Männer wurde festgenommen und die Aufführung fortgesetzt, in der Nacht kam es zu weiteren gegen das Kabarett gerichteten Ausschreitungen auf der Straße vor dem Posthof. Schon am Abend zuvor hatten 30 bis 40 junge Männer erfolglos versucht, das Kabarett zu stürmen. Die NSDAP-eigene Zeitung Westdeutscher Beobachter verteidigte die Angriffe auf das Kabarett: „In der gemeinsten, dreckigsten Weise wird in diesem jüdischen Schmierstück alles angepöbelt, was jedem Deutschen hoch und heilig ist.“ Die Rheinische Zeitung hingegen schrieb: „Die Kolibristen haben als radikale Republikaner das Recht und die Pflicht, gegen die Feinde des Staates zu kämpfen. […] Wir müssen sie unterstützen, allen Spießern und Feiglingen zum Trotz.“
Der Überfall durch die SA war Grund dafür, dass sich das Ensemble vor Beginn der Spielzeit 1931/32 spaltete. Willy Schulte, der Wirt des Alten Posthofs, versuchte, aus Furcht vor weiteren Angriffen, das Programm zu zensieren, und drohte schließlich mit Kündigung und Einschaltung der Politischen Polizei. Schließlich kündigte Schulte den Mietvertrag mit Sander, der daraufhin das Ensemble verließ und ein neues Kabarett gründete, das Ur-Kolibri. Einige Ensemblemitglieder folgten ihm, neue stießen hinzu, als Gast rezitierte der Dichter Wilhelm Kweksilber seine Gedichte. Zur Premiere der neuen Spielzeit lud Sander Mitglieder der Liga für Menschenrechte und der Deutschen Friedensgesellschaft ein. Das Ur-Kolibri bestand nur dreieinhalb Monate und zog in dieser Zeit rund 8000 Zuschauer an. Es kam zu gerichtlichen Auseinandersetzungen wegen des Namens, so dass sich die Kolibri-Truppe aus dem Posthof schließlich in Zeitlupe umbenannte. Nach weiteren Anfeindungen durch politische Gegner verließen weitere Kolibristen um Kurt Juster den Alten Posthof und gründeten wiederum das Zeitkabarett. Martin Dey versöhnte sich mit Otto Sander, und Zeitlupe und Kolibri schlossen sich wieder zusammen und firmierten mal unter dem einen, mal unter dem anderen Namen. Doch war es nun auch der allgemeine wirtschaftliche Niedergang – seit 1932 waren die Besucherzahlen rückläufig –, der die Existenz des Kabaretts bedrohte.
Nach acht Monaten Pause eröffnete die Zeitlupe ihre vierte Spielzeit am 5. Januar 1933, wieder im Alten Posthof. Das Kabarett, nun ohne Sander und Dey unter der Leitung von Hans Sommer, zeigte sich weniger politisch als literarisch ausgerichtet. Man inserierte sogar im NS-nahen Westdeutschen Beobachter. Der letzte Auftritt erfolgte am 24. Februar. Danach erfolgte aus unbekannten Gründen ein plötzlicher Pächterwechsel in der Gaststätte, die in Haus Neu-Deutschland, die „neue Gaststätte des nationalen Deutschen“, umbenannt wurde. Dieser Pächterwechsel kam offenbar für den bisherigen Wirt sowie das Kabarettensemble überraschend, möglicherweise war ihm ein Entzug der Schankkonzession vorangegangen. Anschließend löste sich die Zeitlupe auf. Jürgen Müller schreibt: „Die ‚Gleichschaltung‘ im Unterhaltungs- und Vergnügungsgewerbe hatte begonnen. Der Alte Posthof und die Zeitlupe waren unter den ersten Opfern dieser Politik in Köln.“

### Neuanfang nach dem Krieg
Nach dem Ende von NS-Zeit und Krieg versuchte Otto Sander 1954 einen neuen Anfang mit dem Kolibri-Kabarett, gemeinsam mit Grete Roese-Reinhardt in der Leitung sowie jungen Kräften, darunter Ruth Boltersdorf und Hermann Moers. Sander verfasste die Texte, wollte aber selbst nicht mehr auftreten. Bei der Premiere am 25. März konnte er schon nicht mehr anwesend sein, da er schwer erkrankt war. Er starb Anfang Juli 1954. Ohne ihn als künstlerischen und organisatorischen Kopf stellte das Kolibri seinen Betrieb nach wenigen Wochen wieder ein.

## Ensemble-Mitglieder (Auswahl)
- Ernest Berk (1909–1993) stammte aus einer Kölner Architektenfamilie, über seinen Vater besaß er die englische Staatsbürgerschaft. An der Kölner Wigman-Schule von Chinita Ullmann machte er eine Ausbildung zum Tänzer und Ballettmeister. Im Oktober 1931 übernahm er im Kolibri die tänzerische Leitung und trat gemeinsam mit Lotte Heymansohn auf, die er 1933 heiratete. Im Juli 1934 emigrierte der jüdische Berk mit Frau und Tochter nach England und gründete dort die „Modern Dance Group“, zudem komponierte er elektronische Musik. In den 1950er Jahren trennten sich die Eheleute, Berk heiratete noch zweimal. 1985 wurde er an die Hochschule der Künste in Berlin berufen, um das neue Fach Musical zu lehren. Er starb dort am 30. September 1993 im Alter von 83 Jahren.[22]
- Leo Fritz Gruber (1908–2005), Journalist, gehörte zum Freundeskreis des Kolibri.
- Lotte Berk, geborene Heymansohn (1913–2003), Tänzerin, Ehefrau von Ernest Berk, wurde als Tochter einer gutbürgerlichen Familie in Köln geboren. Ihr Vater führte in Köln mehrere Geschäfte für Herrenmode. Sie studierte wie ihr späterer Ehemann Tanz bei Chinita Ullmann. 1934 emigrierte die Familie nach London. 1959 eröffnete sie in London ein Institut für Körperschulung und entwickelte eine nach ihr benannte Bewegungsmethode zu Popmusik. Sie starb am 4. November 2003 im Alter von 90 Jahren.[23]
- Kurt Juster (1908–1992), Schauspieler.
- Fritz Levysohn (1908–1969), Zeichner, studierte an den Kölner Werkschulen und betrieb eine Agentur für Gebrauchs- und Werbegraphik. Nach 1933 emigrierte er in die USA, nahm dort den Namen Frank Laurens an und wurde erfolgreicher Unternehmer und Kunstsammler.
- Heinz Lohmar (1900–1976), Zeichner.
- Grete Roese-Reinhardt (1906–1982), Schauspielerin und Kabarettistin, hatte von 1924 bis 1930 zahlreiche Engagements als Schauspielerin an städtischen und Tournee-Theatern. Ab 1930 war sie als Sprecherin beim Westdeutschen Rundfunk tätig. 1934 wurde sie wegen ihrer Mitgliedschaft in der KPD mit einem Sendeverbot belegt und übernahm das Wäschegeschäft ihrer Mutter. Ab 1945 war sie am Schauspiel Köln tätig und engagierte sich für die KPD, zudem saß sie als Vertreterin ihrer Partei im Unterausschuss der Musikhochschule Köln.[24] Nach einem parteiinternen Konflikt um ihren Mann verließ sie die Partei. 1954 war sie an der Neugründung des Kolibri beteiligt. Sie starb 1982 in Köln. Ihr Nachlass befindet sich in der Theaterwissenschaftlichen Sammlung der Universität zu Köln.[25]